# Uvachado
El uvachado, o macerado de uva, es una agua arracimada con o sin licor dulce que se obtiene al macerar uvas negras en aguardiente y jarabe o miel de abejas durante, al menos, seis meses. Es una bebida típica de la selva peruana, consumida durante las festividades, particularmente del departamento de San Martín. Tradicionalmente es considerado un afrodisíaco, parte de las diversas variantes de "achados", como el cerezachado, el piñachado o el huitochado.
Su origen se remonta a la época de la colonia donde pobladores de Tarapoto y Lamas empezaron a macerar uvas en grandes tinajas para las festividades patronales. 